# コスチーニャ
コスティーニャ（Costinha (ポルトガル語発音: [kɔʃˈtiɲɐ])）ことフランシスコ・ジョゼ・ロドリゲス・ダ・コスタ（Francisco José Rodrigues da Costa OIH、1974年12月1日 - ）は、ポルトガル出身の元サッカー選手、サッカー指導者。ポジションは主に守備的ミッドフィールダー。以前は「ダ・コスタ」という登録名であった。

## 経歴
EURO2000で活躍し名を売った元ポルトガル代表のミッドフィルダー。FCポルト、ディナモ・モスクワそして代表チームでも共にプレーしてきたマニシェとのコンビは抜群の相性である。攻撃に出るマニシェの抜けた穴をコスチーニャがカバーというシーンは頻繁に見られる光景である。2003-2004シーズンのUEFAチャンピオンズリーグでは、FCポルトでジョゼ・モウリーニョ監督（当時）の下優勝を経験。その直後に地元ポルトガルで開催されたEURO2004では、チームの準優勝に貢献した。
2006-07シーズンからはスペイン・リーガ・エスパニョーラのアトレティコ・マドリードでプレーしている。ペテル・リュクサン、マニシェがいたため試合での活躍は乏しかったが、長い経験を生かしてロッカールームで後輩たちにいい影響を与えていたようである。しかしシーズン終了後、アトレティコとの契約を解消し、イタリア・セリエAのアタランタBCに移籍した。2010年2月23日にクラブと契約解除し、そのまま現役を引退。アタランタでの公式戦出場はわずか1試合だった。
現役引退後は、スポルティングCPでスポーツディレクターに就任するも、2011年2月9日に地元テレビ局のインタビューでスポルティングのスポーツディレクターを辞任していたことが明らかになった。
2011年6月からはスイスのセルヴェットFCのスポーツディレクターに就任した。
2013年2月18日、SCベイラ・マルの監督に就任したが、5月22日にチームを去った。同年6月11日にFCパソス・デ・フェレイラの監督に就任したが成績が低迷し、10月28日に解任された。
2016年6月20日にはアカデミカ・コインブラの監督に就任した。2017年から2019年までCDナシオナルの監督を務めた。

## 所属クラブ
- クルーベ・オリエンタル・デ・リジュボア1994-1995
- ADマシコ（ポルトガル語版）1995-1996
- CDナシオナル 1996-1997
- ASモナコ 1997-2001
- FCポルト 2001-2005
- FCディナモ・モスクワ 2005-2006
- アトレティコ・マドリード 2006-2007
- アタランタBC 2007-2010

## 代表歴

### 出場大会
- ポルトガル代表
  - 2006 FIFAワールドカップ

### 試合数
- 国際Aマッチ 53試合 2得点（1998年-2006年）[1]

| ポルトガル代表 | 国際Aマッチ | 国際Aマッチ |
| 年             | 出場        | 得点        |
| -------------- | ----------- | ----------- |
| 1998           | 1           | 0           |
| 1999           | 0           | 0           |
| 2000           | 8           | 1           |
| 2001           | 1           | 0           |
| 2002           | 2           | 1           |
| 2003           | 8           | 0           |
| 2004           | 15          | 0           |
| 2005           | 6           | 0           |
| 2006           | 12          | 0           |
| 通算           | 53          | 2           |

## 指導歴
- SCベイラ・マル 2013
- FCパソス・デ・フェレイラ 2013
- アカデミカ・コインブラ 2016-2017
- CDナシオナル 2017-2019

## 監督成績
| クラブ             | 就任          | 退任           | 記録 | 記録 | 記録 | 記録 | 記録 | 記録 | 記録   |
| クラブ             | 就任          | 退任           | 試合 | 勝   | 分   | 負   | 得点 | 失点 | 勝率 % |
| ------------------ | ------------- | -------------- | ---- | ---- | ---- | ---- | ---- | ---- | ------ |
| ベイラ＝マル       | 2013年2月18日 | 2013年5月22日  | 11   | 2    | 2    | 7    | 12   | 18   | 018.18 |
| パソス・フェレイラ | 2013年6月11日 | 2013年10月28日 | 14   | 2    | 2    | 10   | 15   | 31   | 014.29 |
| アカデミカ         | 2016年6月20日 | 2017年         | 48   | 20   | 13   | 15   | 48   | 38   | 041.67 |
| ナシオナル         | 2017年        |                | 0    | 0    | 0    | 0    | 0    | 0    | —      |